# Darren Garforth
Pas d'image ? Cliquez ici

a Compétitions nationales et continentales officielles uniquement.

b Matchs officiels uniquement.
Dernière mise à jour le 5 février 2024.
Darren Garforth, né le 9 avril 1966 à Coventry (Angleterre), est un joueur de rugby à XV, qui a joué avec l'équipe d'Angleterre de 1997 à 2000 et avec le club de Leicester Tigers, évoluant au poste de pilier (1,80 m et 112 kg). 

## Carrière

### En club
Darren Garforth a débuté avec les Leicester Tigers contre les Northampton Saints en 1991. Il joue plus de 300 matchs pour le club. Il portait le maillot C, intégrant le trio ABC du club avec Graham Rowntree (A) et Richard Cockerill (B). Il a tenu une place importante dans les fondations de cette équipe qui a remporté quatre fois le Championnat d'Angleterre et deux fois la Coupe d'Europe.
Après avoir quitté Leicester en 2003, il rejoint la seconde division et Nuneaton comme entraîneur-joueur. Les Tigers ont fait signer Julian White pour le remplacer.

### En équipe nationale
Il a eu sa première cape internationale le 15 mars 1997, à l’occasion d’un match du Tournoi des Six Nations contre l'équipe du Pays de Galles. 
Il a participé à la Coupe du monde 1999 (3 matchs disputés). 

## Palmarès

### En club
- Vainqueur du Championnat d'Angleterre en 1995, 1999, 2000 et 2001
- Vainqueur de la Coupe d'Angleterre en 1993 et 1997
- Vainqueur de la Coupe d'Europe en 2001 et 2002
- Finaliste de la Coupe d'Europe en 1997

### En équipe nationale
- 25 sélections avec l'équipe d'Angleterre
- Sélections par année : 7 1997, 8 en 1998, 9 en 1999, 1 en 2000.
- Tournois des Cinq/Six Nations disputés : Tournoi des Cinq Nations 1997, 1998, 1999, Tournoi des Six Nations 2000
- Vainqueur du tournoi en 2000